# Бобрик (Петриковский район)
Бобрик (бел. Бобрык) — деревня в Комаровичском сельсовете Петриковского района Гомельской области Беларуси.
На юге, севере и западе граничит с лесом.

## География

### Расположение
В 44 км на север от Петрикова, 29 км от железнодорожной станции Копцевичи (на линии Лунинец — Калинковичи), 240 км от Гомеля.

### Гидрография
На востоке мелиоративные каналы.

## Транспортная сеть
На автодороге Копцевичи — Новосёлки. Планировка состоит из прямолинейной улицы, ориентированной с юго-востока на северо-запад. На севере прямолинейная улица с широтной ориентацией, соединённая с главной. На юге обособленная прямолинейная улица с близкой к меридиональной ориентацией. Застройка двусторонняя, неплотная, деревянная, усадебного типа.

## История
По письменным источникам известна с XVI века как деревня в Мозырском повете Минского воеводства Великого княжества Литовского. На карте 1560 года деревенские земли обозначены как великокняжеские. После 2-го раздела Речи Посполитой (1793 год) в составе Российской империи. В 1816 году владение Еленских. Обозначена на карте 1866 года, которая использовалась Западной мелиоративной экспедицией, работавшей в этих местах в 1890-е годы. В 1879 году в Комаровичском церковном приходе. Согласно переписи 1897 года действовали церковь, хлебозапасный магазин, трактир. Рядом одноимённый фольварк. Входила в Комаровичскую волость Мозырского уезда Минской губернии. В начале XX века в фольварке начал действовать бондарно-лесопильный завод. В 1907 году открыта школа, которая размещалась в наёмном крестьянском доме.
С 20 августа 1924 года до 14 ноября 1974 года центр Бобриковского сельсовета Петриковского, с 12 февраля 1935 года Копаткевичского, с 25 декабря 1962 года Петриковского районов Мозырского (с 26 июля 1930 года и с 12 февраля 1935 года до 20 февраля 1938 года) округа, с 20 февраля 1938 года Полесской, с 8 января 1954 года Гомельской областей.
В 1930 году организован колхоз. Во время Великой Отечественной войны в марте 1943 года каратели полностью сожгли деревню и убили 60 жителей. В боях за деревню и окрестности погибли 28 советских солдат и партизан (похоронены в братской могиле на северо-западной окраине). 75 жителей погибли на фронте. Согласно переписи 1959 года в составе совхоза «Комаровичи» (центр — деревня Комаровичи). Работают лесничество, клуб, библиотека, фельдшерско-акушерский пункт, отделение связи.

## Население

### Численность
- 2004 год — 75 хозяйств, 138 жителей.

### Динамика
- 1795 год — 10 дворов 83 жителя.
- 1816 год — 39 дворов, 206 жителей.
- 1834 год — 40 дворов.
- 1850 год — 44 двора, 293 жителя.
- 1897 год — 74 двора, 532 жителя; в фольварке 65 жителей (согласно переписи).
- 1908 год — 107 дворов, 637 жителей.
- 1921 год — 137 дворов, 891 житель, в застенке — 32 двора, 242 жителя.
- 1925 год — 183 двора.
- 1959 год — 150 жителей (согласно переписи).
- 2004 год — 75 хозяйств, 138 жителей.

## Известные уроженцы
- А. П. Данилицкий — Герой Советского Союза, участник Парада Победы 1945 года.